# Moonbi Range
Moonbi Range är en bergskedja i Australien. Den ligger i delstaten New South Wales, i den sydöstra delen av landet, omkring 300 kilometer norr om delstatshuvudstaden Sydney.
I omgivningarna runt Moonbi Range växer huvudsakligen savannskog. Trakten runt Moonbi Range är nära nog obefolkad, med mindre än två invånare per kvadratkilometer. Genomsnittlig årsnederbörd är 1 272 millimeter. Den regnigaste månaden är februari, med i genomsnitt 223 mm nederbörd, och den torraste är oktober, med 25 mm nederbörd.